# (7231) Порко
(7231) Порко (лат. Porco) — небольшой астероид главного пояса, открытый 17 октября 1985 года американским астрономом Эдвардом Боуэллом на станции Андерсон-Меса и названный в честь американской исследовательницы планет Кэролин Порко.

Орбита астероида Порко и его положение в Солнечной системе